# Cantón de Braine
El cantón de Braine era una división administrativa francesa, que estaba situada en el departamento de Aisne y la región de Picardía.

## Composición
El cantón estaba formado por cuarenta y una comunas:
- Acy
- Augy
- Bazoches-sur-Vesles
- Blanzy-lès-Fismes
- Braine
- Brenelle
- Bruys
- Cerseuil
- Chassemy
- Chéry-Chartreuve
- Ciry-Salsogne
- Courcelles-sur-Vesle
- Couvrelles
- Cys-la-Commune
- Dhuizel
- Glennes
- Jouaignes
- Lesges
- Lhuys
- Limé
- Longueval-Barbonval
- Merval
- Mont-Notre-Dame
- Mont-Saint-Martin
- Paars
- Perles
- Presles-et-Boves
- Quincy-sous-le-Mont
- Révillon
- Saint-Mard
- Saint-Thibaut
- Serches
- Sermoise
- Serval
- Tannières
- Vasseny
- Vauxcéré
- Vauxtin
- Viel-Arcy
- Villers-en-Prayères
- Ville-Savoye

## Supresión del cantón de Braine
En aplicación del Decreto n.º 2014-202, de 21 de febrero de 2014, el cantón de Braine fue suprimido el 22 de marzo de 2015 y sus 41 comunas pasaron a formar parte; 38 del nuevo cantón de Fère-en-Tardenois y tres del nuevo cantón de Soissons-2.